# Cécile de Brunhoff
Pour les articles homonymes, voir Brunhoff.
Cécile de Brunhoff, née  Cécile Sabouraud le 16 octobre 1903 à Paris 9e et morte le 7 avril 2003 à Boulogne-Billancourt, est une conteuse française qui a créé l'histoire originale de Babar.

## Biographie
Fille du médecin Raymond Sabouraud et de Thérèse Balandier, sœur du peintre Émile Sabouraud, cette pianiste de formation classique diplômée de l'École normale de musique de Paris, épouse le peintre Jean de Brunhoff en 1924,,, avec qui elle aura trois enfants, Mathieu, Laurent et Thierry.
Les livres de Babar commencent avec une histoire qu'elle invente pour endormir ses deux fils ainés, Mathieu et Laurent, quand ils avaient respectivement quatre et cinq ans. Pour réconforter Mathieu, malade, elle leur narre l'aventure d'un éléphant qui arrive dans une ville ressemblant à Paris et s'amuse à prendre l'ascenseur. Ses enfants demandent à leur père de l'illustrer. Il en fait un livre d'images avec texte, publié par une maison d'édition familiale, le Jardin des Modes,. À l'origine, il était prévu que la page de titre de l'ouvrage nomme Jean et Cécile de Brunhoff co-auteurs. Cependant, elle a fait enlever son nom ; selon son fils Mathieu elle estimait que sa contribution avait été secondaire.
En raison du rôle qu'elle a joué dans la genèse de l'histoire de Babar, de nombreuses sources continuent pourtant à voir en elle sa créatrice.
Son mari Jean écrit, illustre et publie six autres livres de Babar qui rendent la série populaire dans le monde entier. Après la mort de son père en 1937, Laurent de Brunhoff reprend le flambeau, publiant de nombreux autres ouvrages.
Elle meurt le 7 avril 2003 à Boulogne-Billancourt, dans sa centième année. Elle est inhumée au cimetière de La Digne-d'Aval, dans l'Aude.